# Corri, Coniglio
Corri, Coniglio (Rabbit, Run) è un romanzo di John Updike del 1960. Il romanzo introduce il personaggio di Harry Angstrom, detto "Coniglio", che è poi apparso nei romanzi Il ritorno di Coniglio (1971), Sei ricco, Coniglio (1981), e Riposa Coniglio (1992).

## Trama
Harry Angstrom, soprannominato "Coniglio", è un ventiseienne sposato con Janice, ex commessa presso il negozio dove lavorava. Quando il figlio Nelson ha due anni, Janice resta nuovamente incinta. I due vivono a Mount Judge, un sobborgo di Brewer, Pennsylvania. Harry sente che il suo matrimonio è in crisi e manca qualcosa dalla sua vita: mentre al liceo era un campione di pallacanestro, ora Harry trova la sua vita familiare borghese insoddisfacente. Dopo essere tornato dal lavoro e aver trovato la moglie nuovamente ubriaca, decide di lasciare la sua famiglia e fugge in auto. Tuttavia, dopo aver guidato tutta notte senza arrivare in nessun posto preciso, torna alla sua città natale. Non volendo tornare dalla sua famiglia, si reca all'appartamento del suo vecchio allenatore di basket, Marty Tothero.
Harry esce a cena con Tothero e due ragazze, una delle quali, Ruth Leonard, è una prostituta part-time. Harry e Ruth iniziano una relazione e Harry si trasferisce ben presto nel suo appartamento. Nel frattempo, Janice ritorna nella casa dei suoi genitori e il prete locale episcopale, Jack Eccles, fa amicizia con Harry in un futile tentativo di convincerlo a riconciliarsi con la moglie. Una notte Harry viene avvertito da Eccles che Janice è in travaglio, e lui lascia Ruth per andare a visitare la moglie in ospedale.
Riappacificatosi con Janice e la famiglia di lei, Harry torna a casa con lei e la figlia neonata, di nome Rebecca June. Harry frequenta la chiesa una mattina e, dopo aver accompagnato a casa la moglie del sacerdote, Lucy, interpreta il suo invito ad entrare per un caffè come un approccio sessuale. Quando egli declina l'invito per un caffè, affermando che ha una moglie, lei gli sbatte con rabbia la porta in faccia. Harry ritorna nel suo appartamento e felice per la nascita di sua figlia, cerca di riconciliarsi con Janice. Egli la incoraggia a bere un whisky, poi, fraintendendo il suo umore, cerca di convincerla ad avere un rapporto sessuale, nonostante la sua condizione post-parto. Quando lei rifiuta e lo accusa di trattarla come una prostituta, Harry ancora una volta esce di casa e, nel pieno della notte, si dirige a casa di Ruth, con l'intenzione di riprendere la loro relazione. Trovato il suo appartamento vuoto, trascorre la notte in un hotel.
La mattina dopo, ancora sconvolta a causa dell'assenza di Harry, Janice si ubriaca e accidentalmente annega la figlia nella vasca da bagno. Nel corso della giornata, ignaro di quanto è successo, Harry chiama il reverendo Eccles per sapere come sarebbe stato ricevuto se fosse tornato a casa. Eccles gli dà la notizia della morte della neonata, e Harry torna a casa immediatamente. Al funerale di Rebecca June, Harry annuncia di non essere colpevole della morte della bambina, causando un grande fermento. Sentendosi di nuovo intrappolato, abbandona il cimitero camminando tra i boschi della collina circostante.
Harry torna da Ruth e viene a sapere che lei è incinta di lui. Anche se Harry è sollevato di scoprire che lei non ha abortito, non è disposto a divorziare da Janice, unica condizione impostagli da Ruth per continuare la loro relazione. Harry quindi abbandona anche Ruth mettendosi di nuovo a correre lontano.

## Edizioni
- John Updike, Corri, Coniglio, traduzione di Bruno Oddera, Mondadori, 1961.
- John Updike, Corri, Coniglio, Guanda, 2003, ISBN 978-88-8246-498-1.